# Кліматоіндикатори
Кліматоіндикатори — компоненти й елементи ландшафту, їх сезонний і динамічний стан, що відбиває сучасний клімат: води, їх хімічний склад, присутність суспензій, планктону, водної рослинності; льодовий режим водойм і потоків, водність, заозереність, рівневий режим водойм, динаміка рослинності та ін.

## Біологічні свідоцтва змін клімату

### Палеонтологічні свідоцтва
- Архейська ера.
- Протерозойська ера.
- Палеозойська ера.
  - Кембрій.
  - Ордовик.
  - Силур.
  - Девон.
  - Карбон.
  - Перм.
- Мезозойська ера.
  - Тріас.
  - Юра.
  - Крейда.
- Кайнозойська ера.
  - Третинний період.
  - Четвертинний період.

Еоплейстоцен.
Плейстоцен.
Голоцен.

## Океанічні індикатори змін клімату

### Палеотермометричні океанічні дослідження
- Метод ізотопної (18О) палеотермометрії
- Метод магнезіальної палеотермометрії
- Стронцієвий метод палеотермометрії

## Ресурси Інтернету
- Ваганов Е.А, Круглов В. В., Васильев В. Г. Природные индикаторы изменений климата [Архівовано 5 березня 2016 у Wayback Machine.]